# ويليام براينت (لاعب كرة قدم)
ويليام براينت (بالإنجليزية: William Bryant)‏ هو لاعب كرة قدم بريطاني (وحمل سابقاً جنسية المملكة المتحدة لبريطانيا العظمى وأيرلندا) في مركز الهجوم، ولد في 1874 في المملكة المتحدة، وتوفي في 25 أكتوبر 1918. لعب مع بلاكبيرن روفرز ومانشستر يونايتد ونادي روذرهام يونايتد.

## وصلات خارجية
- ويليام براينت على موقع عالم كرة القدم.نت (الإنجليزية)